# Monte Croce dei Fo'
Il monte Croce dei Fò (973 m s.l.m.), ove il tiponimo "fò" significa "faggio" in dialetto genovese, è una montagna dell'Appennino ligure, facente parte del comune di Bargagli, nella città metropolitana di Genova.

## Caratteristiche
La montagna sorge a cavallo tra l'alta val Bisagno, la "minore" alta val di Lentro e l'alta val Fontanabuona. Costituisce il punto più elevato della catena appenninica costiera genovese, tuttavia lievemente decentrato verso l'interno, addossato al contrafforte rilegante il sottogruppo allo spartiacque principale. Si erge in un imponente sistema montuoso, composto (da ovest verso est) dal monte Costa Lione (819 m), Colle della Speranza (851 m), monte di Traso (908 m), monte Croce dei Fò (973 m), colle del Bado (760 m) e monte Bado (912 m); una dorsale unica, quasi parallela alla costa, a nord di quella del monte Fasce, a cui si collega attraverso il monte Becco (894 m).

## Clima e ambiente
Dal punto di vista climatico, si tratta di una zona piuttosto umida e nebbiosa a causa dello sbarramento offerto alle umide correnti meridionali in risalita dal mare. Le precipitazioni annue risultano assai cospicue, dell'ordine di 1700/1800 mm annui. Durante l'inverno non mancano gli episodi nevosi, che talvolta possono assumere particolare rilievo se relazionati al contesto orografico (pieno bacino marittimo) e alla ridottissima distanza in linea d'aria dalla costa (la vetta del Croce dei Fò dista circa 6 km). Sotto il profilo ambientale, questa zona spicca per la presenza del faggio localmente già al di sotto degli 800 metri di quota. Meritevole di menzione è sicuramente la suggestiva fioritura dei Narcisi, che nel mese di maggio ricoprono diffusamente le praterie sommitali.

## Accesso alla vetta
Il Croce dei Fò costituisce una meta frequentatissima dagli escursionisti, soprattutto durante la bella stagione (maggio - settembre); sono infatti molti i sentieri che ne attraversano i fitti boschi e ne raggiungono la vetta, da cui è possibile godere di una spettacolare vista a 360 gradi, che spazia dalla Corsica al Monte Antola, dalle Alpi Apuane al Monte Rosa.